# Ptilocolepus colchicus
Ptilocolepus colchicus is een schietmot uit de familie Ptilocolepidae. De soort komt voor in het Palearctisch gebied.